# Alfonso Luis Herrera
Alfonso Luis Herrera López (Ciudad de México, 3 de julio de 1868 - ibídem, 17 de septiembre de 1942) fue un científico mexicano que realizó investigaciones acerca del origen de la vida. Fue alumno de Alfredo Dugès en el Museo Nacional de Historia Natural de su país, llegando a ser su director en 1915, y aparte fundó el Zoológico de Chapultepec como fruto de sus investigaciones.

## Semblanza biográfica
Fue autor de libros como Nociones de biología y La biología en México durante un siglo. Colaboró en la fundación del Zoológico de Chapultepec; fue precursor del Instituto de Biología de la Universidad Nacional Autónoma de México (UNAM) y maestro de la Escuela Nacional Preparatoria, del Heroico Colegio Militar y de la Escuela Normal.[cita requerida]
En los años 1930 y 1940, desarrolló una serie de investigaciones en torno al origen de la vida. Realizó una serie de experimentos mezclados con aceite, gasolina y resinas para obtener microestructuras a las cuales denominó sulfobios. Dichas microestructuras presentaban una organización interna; sin embargo, no eran capaces de dividirse.[cita requerida]
A partir de estas investigaciones propuso la teoría de la plasmogenia para explicar el origen de la vida; en ella destaca la formación del protoplasma, compuesto fundamental para que se manifestaran las primeras formas de vida, pues consideraba a ésta como la actividad fisicoquímica del protoplasma. En sus investigaciones, demostró la síntesis abiótica de compuestos orgánicos; sin embargo no llegó a definir completamente los límites entre la materia viva y la materia inanimada, pues en ambos materiales era posible que formara el protoplasma.[cita requerida]

## Obras publicadas
- Catálogo de la colección de peces del Museo Nacional, 1896.
- Catálogo de las imitaciones en cristal de varios animales invertebrados del Museo Nacional, 1897.
- Catálogo de la colección de mamíferos del Museo Nacional, 1898.
- Sinonimia vulgar y cientifica de los principales vertebrados mexicanos, 1899.
- Boletín de la Comisión de Parasitología Agrícola, dos volúmenes, 1903.
- Catálogo de la colección de aves del Museo Nacional, 1904.
- Nociones de biología, 1904.
- El polvo de la crisantena y las plantas que lo producen, 1907.
- La biología en México durante un siglo, 1921.
- Jardín botánico, 1921.
- Biología y plasmogenia, Herrero Hermanos y Suc., 1924.
- Botánica, Herrero Hermanos y Suc., 1924.
- Zoología, Herrero Hermanos y Suc., 1924.
- Mineralogía y geología, Herrero Hermanos y Suc., 1924.
- La plasmogenia: nueva ciencia del origen de la vida, Cuadernos de Cultura, LXIX, 1932.
- A New Theory of the Origin and Nature of Life, Science, vol. 96 (2479), 1942.